# Lista de formações de Casa das Máquinas
Esta é uma lista de formações de Casa das Máquinas. A banda brasileira Casa das Máquinas foi fundada em 1973 na cidade de São Paulo por Aroldo Santarosa, Piska, Pique Riverte, Cargê e Netinho. Esta formação gravou apenas um álbum, autointitulado, lançado pela gravadora Som Livre em 1974. No ano seguinte, Pique Riverte saiu e entraram na banda Mário Testoni Júnior e Mário Franco Thomaz. Com esta nova formação, o som da banda aproximou-se do rock progressivo, lançando Lar de Maravilhas, pela mesma gravadora, em 1975. No ano seguinte, nova mudança de formação: saem Aroldo e Cargê e entra Simbas. Com esta formação - sem um baixista de ofício, o grupo lança Casa de Rock, ainda pela Som Livre. Após o lançamento do disco, entra o baixista João Alberto. Entretanto, devido a um processo contra dois dos músicos da banda - Piska e Simbas, decorrente de um incidente em que morreu o cinegrafista da Rede Record, Lucínio de Faria, o grupo teve que encerrar suas atividades em abril de 1978.

## 1973-1975
A banda foi formada em 1973, após o fim da banda Os Incríveis e a formação de um novo grupo por Netinho. Inicialmente chamada de Os Novos Incríveis, o grupo teve que mudar de nome após aquela banda retornar aos palcos com Mingo, Nenê e Risonho acompanhados de músicos de estúdio. Essa formação gravou apenas o primeiro álbum: Casa das Máquinas.
- Aroldo Santarosa: vocal e guitarra
- Piska: vocal e guitarra
- Pique Riverte: piano, órgão, saxofone e flauta
- Cargê: vocal e baixo
- Netinho: bateria e percussão

## 1975
Para a gravação de seu segundo disco, Lar de Maravilhas, a banda passou por reformulações: saiu Pique e entraram Mário Testoni Júnior e Mário Franco Thomaz, o que levaria a sonoridade do grupo a tornar-se mais próxima do rock progressivo.
- Aroldo Santarosa: vocal e guitarra
- Piska: vocal e guitarra
- Mário Testoni Júnior: teclados
- Cargê: vocal e baixo
- Netinho: bateria e percussão
- Mário Franco Thomaz: bateria e percussão

## Final de 1975-julho de 1976
Logo após a gravação do segundo álbum, Cargê sai da banda e eles continuam com Piska revezando entre o baixo e a guitarra.
- Aroldo Santarosa: vocal e guitarra
- Piska: vocal, guitarra e baixo
- Mário Testoni Júnior: teclados
- Netinho: bateria e percussão
- Mário Franco Thomaz: bateria e percussão

## Julho de 1976-dezembro de 1976
Em julho do ano seguinte, Aroldo também sai da banda e Simbas entra para fazer os vocais. Assim, a banda grava seu próximo álbum, Casa de Rock, sem um baixista de ofício, com Piska fazendo as frases no instrumento.
- Simbas: vocal
- Piska: guitarra, baixo e vocais
- Mário Testoni Júnior: teclados
- Netinho: bateria, percussão e vocais
- Mário Franco Thomaz: bateria e percussão

## 1976-1978
Após a gravação do disco, entra na banda João Alberto para assumir o baixo nas apresentações. No início de setembro de 1977, é a vez de Mário Testoni Júnior sair e se juntar ao grupo Pholhas. A banda continua com Piska revezando entre a guitarra e os teclados. Entretanto, a banda se envolve em uma briga na Rede Record, em 17 de setembro de 1977, e o cinegrafista Lucínio de Faria acabou morrendo em virtude dos ferimentos no dia seguinte. Como resultado, Simbas e Piska responderiam a processo - do qual seriam inocentados apenas no final da década seguinte, após dois julgamentos - e a banda encerraria suas atividades em abril de 1978.
- Simbas: vocal
- Piska: guitarra e vocais
- Mário Testoni Júnior: teclados
- João Alberto: baixo
- Netinho: bateria, percussão e vocais
- Mário Franco Thomaz: bateria e percussão

## 2007-2010
Após quase 3 décadas do fim da banda, o grupo volta para uma única apresentação em Matão, no interior de São Paulo. Com a boa recepção do público, Netinho aceita uma nova apresentação no Festival Psicodália, em fevereiro de 2008. Neste evento, comercializam um EP com tiragem de 500 cópias, Ensaio 2007. Em abril, tocam na Virada Cultural Paulista e, a partir de então, continuam com apresentações esporádicas, já que Netinho e seu filho tem que conciliar a agenda da banda Os Incríveis.
- Andria Busic: baixo e vocal
- Faiska: guitarra
- Sandro Haick: guitarra
- Mário Testoni Júnior: teclados e vocais
- Mário Franco Thomaz: bateria e vocais
- Netinho: bateria

## 2010-2012
No início de 2010, Netinho e seu filho saem definitivamente para se dedicar apenas a Os Incríveis, deixando o resto da banda livre para continuarem. Assim, saem Andria Busic, Faiska, Sandro Haick e Netinho e entram Leonardo Testoni - filho de Máio Testoni Júnior, João Luiz e Fábio Cesar. Com essa formação, a banda começa a fazer apresentações mais frequentes pelo país.
- João Luiz: vocal
- Leonardo Testoni: guitarra
- Mário Testoni Júnior: teclados e vocais
- Fábio Cesar: baixo
- Mário Franco Thomaz: bateria e vocais

## 2012-2019
Após 2 anos, Leonardo Testoni sai da banda, dando lugar a Marcello Schevano.
- João Luiz: vocal
- Marcello Schevano: guitarra
- Mário Testoni Júnior: teclados e vocais
- Fábio Cesar: baixo
- Mário Franco Thomaz: bateria e vocais

## 2019-atualmente
Em janeiro de 2019, 3 integrantes - João Luiz, Marcello Schevano e Fábio Cesar - saem da banda por não conseguirem conciliar a agenda com outros projetos dos quais participavam e, no final do mês seguinte, a banda anuncia 3 novos integrantes - Ivan Gonçalves, Cadu Moreira e Geraldo Vieira - para substituí-los. Com essa formação, a banda lança o primeiro single da história do grupo, a canção "A Rua" - lançada em 27 de março de 2020, e anuncia planos para lançar um novo álbum ainda no mesmo ano.
- Ivan Gonçalves: vocal
- Cadu Moreira: guitarra
- Mário Testoni Júnior: teclados e vocais
- Geraldo Vieira: baixo
- Mário Franco Thomaz: bateria e vocais